# ARL6
Das ARL6-Gen kodiert für das ARL6-Protein (ADP-ribosylation factor-like protein 6 oder Bardet-Biedl syndrome 3 Protein) im menschlichen Körper.

## Allgemeines
Das ARL6-Gen befindet sich auf Chromosom 3 im menschlichen Genom an der Stelle 3q11.2. Es enthält 186 Aminosäuren mit 9 Exons und einem 8-C-Terminal.
Alternative Spleißungen führen zu zwei verschieden codierten Variationen dieses Gens für dasselbe Protein in Ganglienzellen, Nervenfasern und Photorezeptoren der Retina. Das alternative Gen BB3L enthält 193 Aminosäuren und ein weiteres Exon am 3″-Ende. Orthologe ARL6-Gene finden sich in zahlreichen Organismen, von Wirbellosen und Säugern bis hinzu Hefe und Pflanzen. Mutationen in diesem Gen werden häufig mit dem BBS-Syndrom oder Retinopathia pigmentosa in Verbindung gebracht. In letzterem liegt in einigen Fällen eine Missense-Mutation dieses Gens zugrunde.

## Funktion
Das Protein gehört zu einer Untergruppe der ARF Familie der GTP-bindenden Proteine. Diese regulieren den Proteintransport in den Zellen und arbeiten über sehr spezifische Bindungen mit anderen, kleineren GTP-bindenden Proteinen zusammen. Im intraflagellaren Transport lotst es den BBSome-Komplex vom Basalkörper an die Zelloberfläche und ermöglicht so den anterograden Transport. Hier dockt es an das Protein BBS1 an. In Kombination mit Isoform 2 sorgt es für die Funktion der Retina.

## Bedeutung
Bei einer Störung kommt es zu Ziliopathien wie dem Laurence-Moon-Biedl-Bardet-Syndrom.